# Adela Zahariová
Adela Zaharia, přechýleně Zahariová (* 1987 Arad, Rumunsko) je rumunská operní sopranistka. V roce 2017 vyhrála první místo na pěvecké soutěži Operalia.
V současnosti je sólistkou Deutsche Oper am Rhein v Düsseldorfu.

## Mládí a vzdělávání
Zahariová se narodila v rumunském Aradu. Od šesti let studovala hru na klavír a hudební teorii. Ke zpěvu se dostala v chrámovém a později středoškolské sboru.
Podle bývalé ředitelky Akademie Sabina Drăgoie, Silvie Demianové, kde Zahariová studovala, se šťastnou náhodou sopranistka setkala s Marianou Nicolescovou po vítězství v Národní hudební olympiádě.
Zahariová získala bakalářský a magisterský titul na Hudební akademii Gheorghe Dima v oboru klasický zpěv a klavír u Mariuse Budoiua.

## Pěvecká kariéra
Zahariová debutovala v roce 2010 v roli Gildy ve Verdiho Rigolettovi, následovala Norina v Donizettiho Donu Pasqualovi, Musetta v Pucciniho Bohémě a Micaëla v Bizetově Carmen.
V letech 2012 až 2014 byla Zahariová členkou souboru Komische Oper Berlin, kde vystupovala jako Musetta (Bohéma), Pamina (Kouzelná flétna), Donna Anna (Don Giovanni), Helena (Sen noci svatojánské) a Micaëla (Carmen), Gilda (Rigoletto).
Od sezóny 2015/16 je členkou Deutsche Oper am Rhein, kde vystupovala v titulní roli v opeře Matthewa Kinga Sněhová královna, Najade ve Štraussově Ariadně na Naxu, Lucie v Lucii z Lammermooru, Konstanze v Únosu ze seraglia ad.
V sezóně 2017/18 vystupovala jako Le Feu v Ravelově Dítěti a kouzlech, dále jako Gilda, Lucie a Konstanze. Kromě hostování v Komische Oper Berlin, zpívala také v opeře v Los AngelesGildu v Rigolettovi a Violettu v La traviatě.
V prosinci 2017 debutovala v Bavorské státní opeře v Mnichově, Německo, kde kvůli onemocnění nahradila Dianu Damrauovou. Od roku 2018 kromě spolupráce s Komische Oper Berlin debutovala v barcelonském Gran Teatre del Liceu, ve Velkém divadle v Moskvě, naMezinárodním festivalu v Edinburghu a ve Velkém divadle v Šanghaji.
V sezóně 2017/18 debutovala ve frankfurtském operním divadle jako Elisabetta v Donizettiho Robertovi Devereux a na festivalu George Enescua a třítýdenní turné po Japonsku s rolí Paminy v Kouzelní flétně. Zahariová také vystoupila s Plácidem Domingem na koncertě s Jalisco Philharmonic Orchestra v mexické Guadalajaře.

## Ocenění
V roce 2012 se stala vítězkou festivalu a mezinárodní pěvecké soutěže Haricley Darcléeové.
V roce 2017 získala první cenu a Cenu Zarzuely v soutěži Operalia, The World Opera Competition, která se toho roku konala v Astaně v Kazachstánu.
Euronews v článku o Operalii Placida Dominga v roce 2017 chválila Zahariu jako „skutečný objev soutěže“.